# Mouche de l'asperge
Plioreocepta poeciloptera
Espèce
Synonymes
- Platyparea poeciloptera
- Musca poeciloptera, Schrank, 1776
- Ortalis fulminans, Meigen, 1826

La mouche de l'asperge (Plioreocepta poeciloptera) est une espèce d'insectes diptères de la famille des Tephritidae.
C'est un insecte ravageur qui pond sur les tiges de l'asperge. Ses larves y pénètrent et creusent des galeries qui affaiblissent les griffes.

## Description

### L’adulte
L'adulte mesure de 6 à 7 mm, il a une tête jaune, le thorax gris clair avec 3 lignes longitudinales noires, pattes grisâtres, ailes traversées par une large bande brune en zigzag. Abdomen noir, légèrement velu, à bords parallèles chez le mâle, s'élargissant vers le milieu chez la femelle. L'adulte apparaît vers mi-avril, fin mai pour une de 3 à 5 semaines. Il ne butine pas mais aspire les gouttelettes de rosée et de pluie. L'accouplement et la ponte ont lieu juste après la sortie de la pupe. La femelle dépose les œufs fécondés dans la jeune pousse à l'aide de son oviscapte. Il vit de 4 à 24 jours suivant la température. La température optimale est de 20 à 25 °C. Il est peu actif si la température est inférieure à 15 °C. Il n'y a donc qu'une ponte par an.
- Fécondité : 25 à 30 œufs.

### De l’œuf à la larve
- Une fois l’œuf pondu, sa durée d'évolution est de 2 à 10 jours.
- La larve se nourrit en creusant une galerie à l'intérieur du turion. À l’extrémité postérieure du corps, elle possède une plaque brune entourant les deux stigmates et terminée par deux dents. La larve est cylindrique, blanche. Les dégâts occasionnés à l'asperge sont importants lorsque la larve atteint 1 cm. Chaque galerie creusée entrave la circulation de la sève, d'où une alimentation défectueuse et un affaiblissement progressif de la griffe de la plante qui devient incapable, au bout de la troisième année, d'émettre de nouveaux bourgeons. La griffe se dessèche sur place.
- Lorsque le développement en tant que larve est terminé, elle se raccourcit d'un tiers, s'épaissit, durcit sa peau, et forme une pupe marron clair de 7 à 8 mm de long. La pupe reste en diapause jusqu'au printemps, à l'intérieur des tiges et de leurs chicots restés en terre.